# Stuart (geslacht)
Stuart (ook: Verrijn Stuart) is een Nederlands geslacht dat onder anderen predikanten, kooplieden en hoogleraren voortbracht.

## Geschiedenis
De stamreeks begint met Egmond Stuart (met verschillende varianten van voor- en achternaam) die in 1621 een huis kocht in Geertruidenberg. Aan het einde van de 17e eeuw trokken telgen naar Rotterdam en kregen bestuursfuncties in de Remonstrantse kerk of werden er predikant; ook aangetrouwden behoorden tot dit kerkgenootschap.
Een goede vriend van ds. Martinus Stuart (1765-1826), namelijk Gerard Verrijn (1733-1825), had uit zijn huwelijk geen kinderen waarop de zoon van Stuart op zijn verzoek de doop- en toenaam Gerard Verrijn kreeg, waarmee deze laatste de stamvader van de familietak Verrijn Stuart werd.
Na huwelijk in 1818 ontstond een tak Cohen Stuart van het geslacht Cohen door naamstoevoeging.

## Enekel telgen
Ds. Martinus Stuart (1765-1826), Remonstrants predikant en historieschrijver
- Petronella Wilhelmina Stuart (1791-1838); trouwde in 1818 met James Cohen Stuart (1785-1847), inspecteur-generaal Registratie en Staatsloterij, kreeg in 1818 naamstoevoeging tot Cohen Stuart en werd daarmee stamvader van zijn familietak met die naam
- Agatha Stuart (1795-1835); trouwde in 1820 met prof. dr. Abraham des Amorie van der Hoeven (1798-1855), Remonstrants predikant en hoogleraar Remonstrants seminarium te Amsterdam
- Dr. Gerard Verrijn Stuart (1796-1836), geneesheer
  - Martinus Verrijn Stuart (1829-1910), lid fa. Van Vlissingen & Stuart, kooplieden in steenkolen en binnenlands gedistilleerd te Amsterdam
    - Martinus Verrijn Stuart (1864-1912), koopman
      - Sophie Verrijn Stuart (1890-1946), keramiste
      - Jan Verrijn Stuart (1896-1976), directeur Shell
        - Jan Martin Verrijn Stuart (1921-1992), public relations officer Shell
          - Heikelien Verrijn Stuart (1950), journaliste en juriste

  - Gerard Verriijn Stuart (1832-1893), notaris
    - Prof. dr. Coenraad Alexander Verrijn Stuart (1865-1947), econoom
      - Prof. mr. dr. Gerard Marius Verrijn Stuart (1893-1969), econoom en voorzitter van de Sociaal-Economische Raad
        - Prof. dr. Xander Verrijn Stuart (1923-2004), informaticus en hoogleraar in Leiden

    - Theodoor Johan Verrijn Stuart (1868-1926), kandidaat-notaris, directeur Lettergieterij Tetterode
      - Mr. Martinus Hemmo Verrijn Stuart (1906-1987), directeur Internationaal Instituut voor het Spaarwezen te Amsterdam
        - Peet Verrijn Stuart (1956), beeldhouwster
- Theodorus Stuart (1798-1877), lid fa. Van Vlissingen & Stuart, kooplieden in steenkolen en binnenlands gedistilleerd te Amsterdam, in samenwerking met telgen uit het geslacht Van Vlissingen (later SHV); trouwde in 1822 met Geertruida Burgina van Vlissingen (1801-1862), telg uit dat geslacht
- Ds. Arnoldus Abraham Stuart (1805-1871), Remonstrants predikant
  - Margaretha Elizabeth Stuart (1833-1909); trouwde in 1856 met prof. dr. Hendrik Cornelius Rogge (1831-1905), Remonstrants predikant en hoogleraar Algemene geschiedenis
  - Maria Abrahamina Stuart (1853-1936); trouwde in 1900 met prof. dr. Samuel Cramer (1842-1913), Doopsgezind predikant en hoogleraar Doopsgezind seminarie
  - Mr. Theodorus Stuart (1857-1928), advocaat en procureur, lid Provinciale Staten van Noord-Holland
    - Anna Maria Stuart (1890-?); trouwde in 1924 met Ettore Angelo Gobbi (1889-1960), concertzanger en naamgever van een straat in zijn geboorteplaats Castel San Giovanni

Geslachten die opgenomen zijn in het sinds 1910 verschijnende genealogische naslagwerk Nederland's Patriciaat. Lijst volgens opgave van het CBG Centrum voor familiegeschiedenis.
A · B · C · D · E · F · G · H · I · J · K · L · M · N · O · P · Q · R · S · T · U · V · W · Y · Z